# Fétéassou
Fétéassou est une localité rurale au centre de la Côte d'Ivoire dans la région du N'zi. Cette localité est rattachée au département de Dimbokro. 